# Eduardo Alanis Nevares

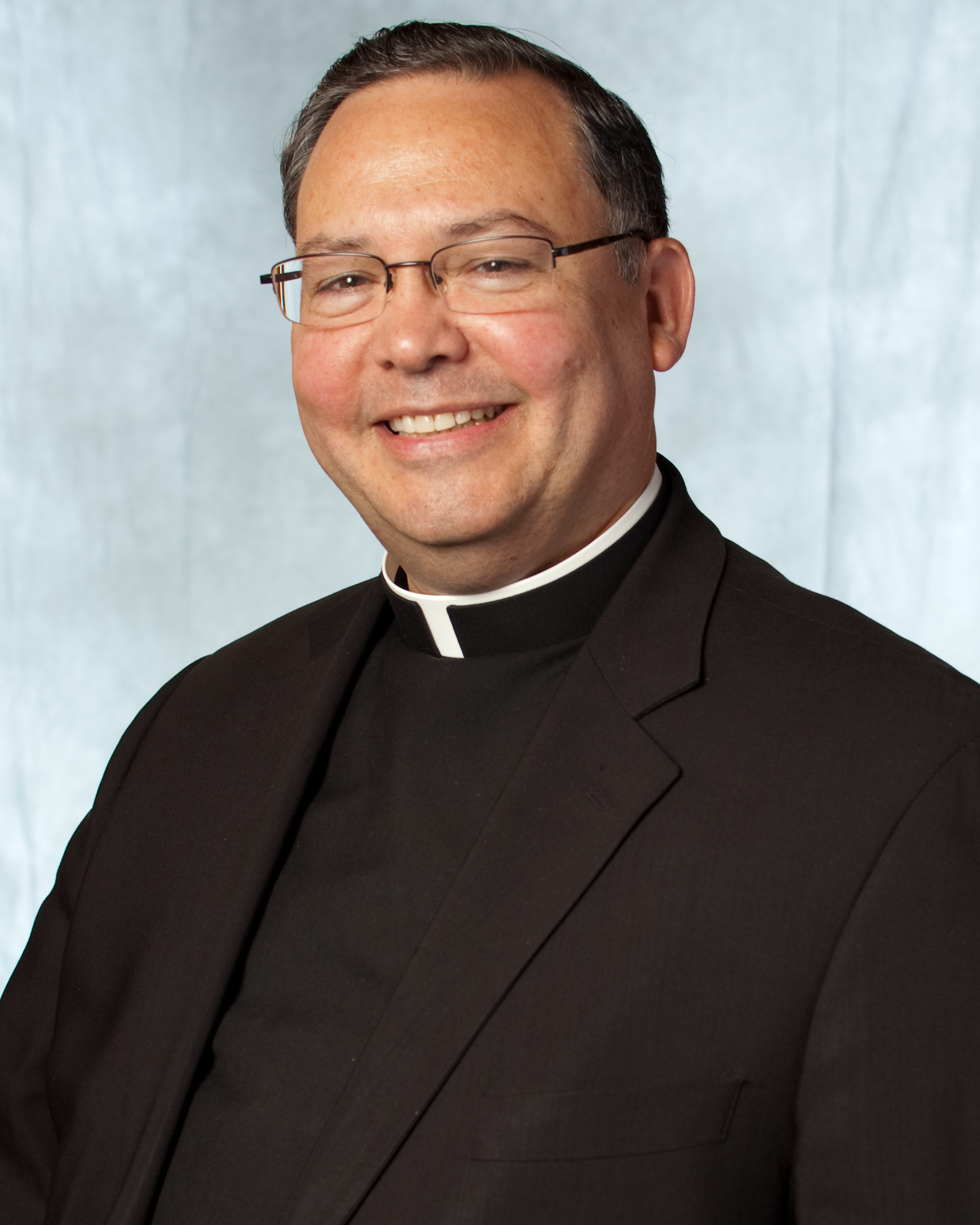
Eduardo Alanis Nevares (2010)

Bischofswappen von Eduardo Alanis Nevares

Eduardo Alanis Nevares (* 19. Februar 1954 in San Antonio) ist Weihbischof des Bistums Phoenix (USA).

## Leben
Eduardo Alanis Nevares trat der Ordensgemeinschaft der Missionare Unserer lieben Frau von La Salette bei und legte die Profess am 4. Juli 1977 ab. Der Bischof von Beaumont, Bernard James Ganter, weihte ihn am 18. Juli 1981 zum Priester. Er verließ den Orden und wurde am 27. Mai 2007 in das Bistum Tyler inkardiniert.
Papst Benedikt XVI. ernannte ihn am 11. Mai 2010 zum Weihbischof des Bistums Phoenix und Titularbischof von Natchesium. Der Bischof von Phoenix, Thomas James Olmsted, spendete ihm am 19. Juli desselben Jahres die Bischofsweihe; Mitkonsekratoren waren Michael Jarboe Sheehan, Erzbischof von Santa Fe, und Álvaro Corrada del Rio SJ, Bischof von Tyler.